# Dołni Disan
Dołni Disan (mac. Долни Дисан) – wieś w centralnej Macedonii Północnej, terytorialnie i administracyjnie należąca do gminy Negotino. Według stanu na 2002 rok jej liczebność wynosiła 931 mieszkańców.

położenie wsi na mapie gminy

Według danych ze spisu powszechnego przeprowadzonego w 2002 roku, wieś Dołni Disan zamieszkiwało 931 osób deklarujących następującą narodowość:
- Macedończycy – 903 (96,99%)
- Turcy – 15 (1,61%)
- Serbowie – 6 (0,65%)
- Inni – 7 (0,75%)